# Turmhügel Kleinhelfendorf

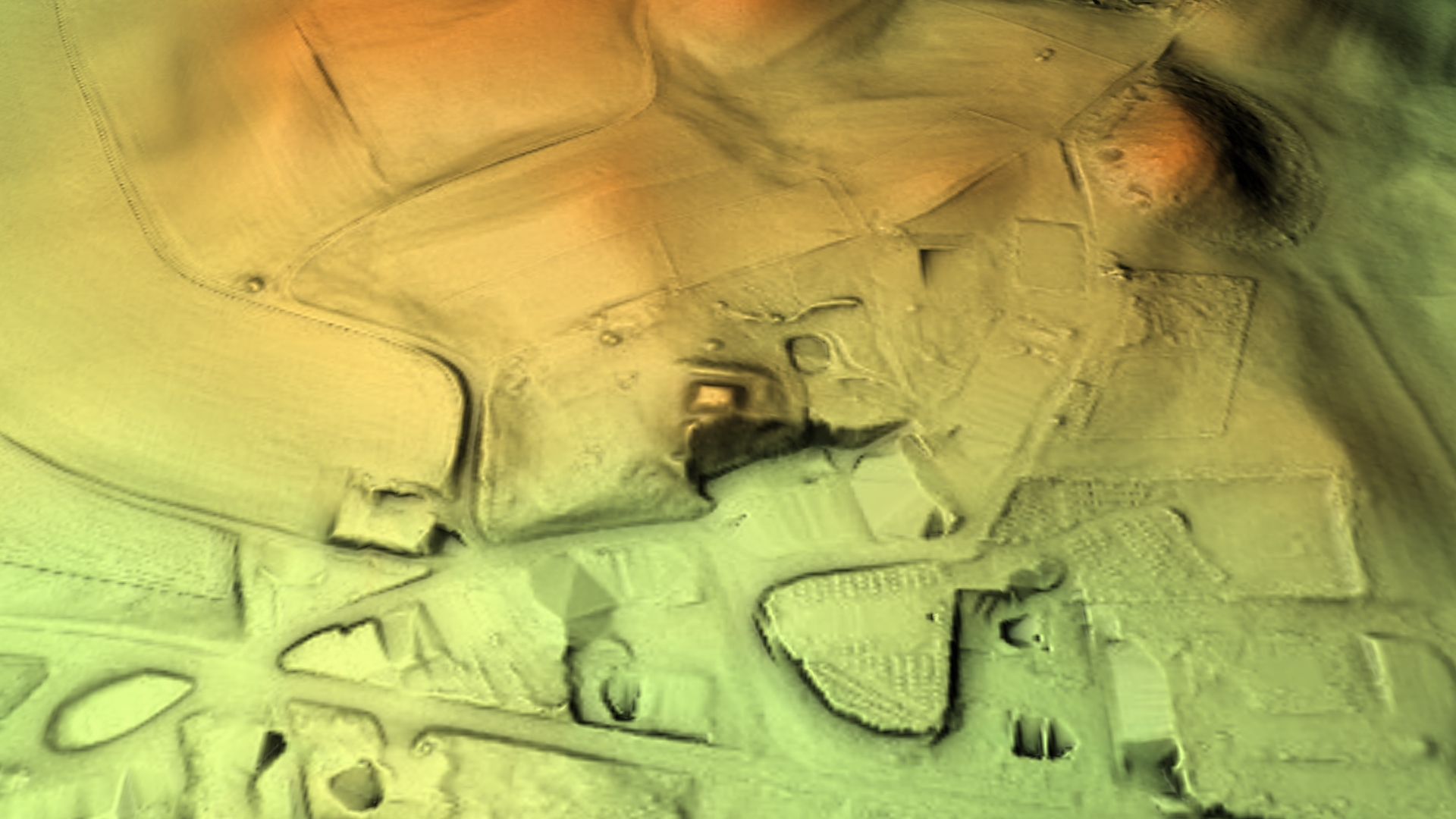
3D-Ansicht des digitalen Geländemodells

Der Turmhügel Kleinhelfendorf ist eine abgegangene Turmhügelburg (Motte) des hohen oder späten Mittelalters und befindet sich 75 Meter nordwestlich der Kirche St. Emmeram in Kleinhelfendorf, einem Ortsteil der Gemeinde Aying im Landkreis München in Bayern.
Von der ehemaligen Mottenanlage ist noch der Turmhügel erhalten. Die Stelle ist als Bodendenkmal mit der Denkmalnummer D-1-8036-0031 und der Bezeichnung „Turmhügel des hohen oder späten Mittelalters“ geschützt.